# Материальные блага
Материа́льные бла́га — категория экономической теории, представляющая собой блага имущественного характера, которые создаются с использованием таких форм организации хозяйства, как натуральное и товарное. Материальные блага всегда имеют предметную форму, доступную органам чувств человека.
Материальные блага включают:
- продукты сельского хозяйства, добывающей промышленности;
- здания, машины, инструменты;
- паи государственных и частных компаний.
- денежные средства

Материальные блага, которые человек использует в процессе своей жизнедеятельности, могут различаться между собой по различным признакам. Принято различать материальные блага:
- произведенные людьми;
- потребительские и инвестиционные;
- частные и общественные;
- воспроизводимые и невоспроизводимые (уникальные).